# 이노우에 마사쓰네
이노우에 마사쓰네(일본어: 井上正経, 1725년 ~ 1766년 7월 6일)는 에도 시대 중기의 다이묘, 로주이다. 하마마쓰번 이노우에 가(浜松藩井上家) 제6대 당주.
가사마번주 이노우에 마사유키의 맏아들로 태어났다. 겐분 3년(1737년)에 쇼군을 알현하고 가문을 상속받았다. 엔쿄 4년(1747년), 가사마에서 이와키 다이라 번으로 전봉되었고, 호레키 2년(175년)에는 소자반에 임명되었다. 이듬해 지샤부교가 되었고, 이어서 오사카성주, 교토쇼시다이 등을 역임했다. 호레키 8년에는 하마마쓰번으로 이봉되었다. 호레키 10년, 로주직에 취임하였으나 호레키 13년에 사임하였고, 메이와 3년에 42세의 나이로 사망하였다. 둘째 아들 마사사다가 그 뒤를 이었다.
| 전임 이노우에 마사유키 | 제3대 가사마번 번주 (이노우에 가문) 1737년 ~ 1747년 | 후임 마키노 사다미치 |

| 전임 나이토 마사키 | 이와키 다이라 번 번주 (이노우에 가문) 1747년 ~ 1758년 | 후임 안도 노부나리 |

| 전임 마쓰다이라 스케마사 | 제1대 하마마쓰번 번주 (이노우에 가문) 1758년 ~ 1766년 | 후임 이노우에 마사사다 |

| 전임 마쓰다이라 데루타카 | 제34대 오사카 조다이 1756년 ~ 1758년 | 후임 아오야마 다다토모 |

| 전임 마쓰다이라 데루타카 | 제22대 교토 쇼시다이 1758년 ~ 1760년 | 후임 아베 마사스케 |